# Homoscleromorpha
Homoscleromorpha е клас водни гъби, съдържащи един разред, Homosclerophorida и едно семейство, Plakinidae.

## Таксономия
Този клас е признат като четвъртия основен при водните гъби. Има по-малко от 100 вида в едно семейство, разделени в 7 рода:
- Род Corticium
- Род Oscarella
- Род Placinolopha
- Род Plakina
- Род Plakinastrella
- Род Plakortis
- Род Pseudocorticium

Родове в това семейство със спикула са Corticium, Plakina, Plakortis и Plakinastrella, докато видове от родовете Oscarella и Pseudocorticium са аспикулни.

## Описание
Тези гъби са масивни и имат много проста структура, с много малко промяна в спикулата (всички спикули са много малки). Възпроизвеждането е живородно, като ларвата е с овална форма, известена като амфибластула. Тази форма е обичайна за варовикови водни гъби.